# Paradiestus vitiosus
Paradiestus vitiosus is een spinnensoort uit de familie van de loopspinnen (Corinnidae).
De wetenschappelijke naam van de soort werd in 1891 als Hypsinotus vitiosus gepubliceerd door Eugen von Keyserling.